# Christine Morton-Shaw
Christine Morton-Shaw (...) è una scrittrice britannica.
Ha passato l'infanzia a Blackburn, nel Lancashire e ha ottenuto un Master universitario in scrittura creativa. Ha pubblicato molti libri illustrati per bambini. Sposata con sei figli, vive a Sheffield in Inghilterra.
È affascinata dai geroglifici egizi e dagli indizi lasciati dal passato attraverso i diari personali che - ella dice - sono una delle sue fonti di ispirazione letteraria. The Riddles of Epsilon (in italiano: L'enigma di Epsilon) è stato il suo primo romanzo.

## Opere
- Starting Maths (1995)
- Times Tables (1995)
- First Words in French (1996)
- Mathematics (1996)
- Nature (1996)
- Colours (1996)
- Opposites (1996)
- Wild Animals (1996)
- People (1997)
- Play (1997)
- Shapes (1997)
- The Riddles of Epsilon (2005)
- Itzy Bitzy House (con Arthur Robins) (2005)
- Wake Up, Sleepy Bear (con Greg Shaw e John Butler (2006)
- Mr Jack (con Thomas Muller (2006)
- The Hunt for the Seventh (2008)